# 監視資本主義 (書籍)
『監視資本主義：人類の未来を賭けた闘い』（かんししほんしゅぎ：じんるいのみらいをかけたたたかい、原題：The Age of Surveillance Capitalism: The Fight for a Human Future at the New Frontier of Power）は、アメリカの社会学者でハーバード・ビジネス・スクール名誉教授のショシャナ・ズボフが2019年に著したノンフィクションで、グーグルやアマゾンのようなデジタル企業の発展に焦点を当て、そのビジネスモデルは彼女が「監視資本主義」と呼ぶ新しい資本主義的蓄積を示していると提言している。
産業資本主義が自然を搾取、制御して発展した結果それを荒廃させたのに対し、監視資本主義は、全体主義的秩序を発展の目的地とすることで人間の本性を搾取、制御する。
日本では、野中香方子の訳により東洋経済新報社から2021年に翻訳が出版された。

## 前提
ズボフは監視資本主義を「人間の経験を行動データに変換するための無料の原材料と一方的に主張し、これを独自の行動余剰と宣言して、『機械知力』と呼ばれる発展した製造行程に投入し、人が今あるいは未来に何を行うかを予測する『予測商品』を生産するもの」と定義する。ズボフは、この新しい資本主義の製品が、「私が『行動先物市場』と呼ぶ新しい種類の市場で取引されている」と述べている。
資本主義社会では、利用者がフェイスブックのようなプラットフォームにアクセスしたり、インターネットを検索する際に集めた利用者の過去の行動データは、企業が利用者が興味を示すと予想される情報を提供するために利用される。そこから、情報を解析するアルゴリズムを使うことで、本来の利用目的をはるかに超えて個人に関する多くのことを推測することができる。監視資本主義の危険性は、プラットフォームやハイテク企業が、自由にアクセスできることを理由に、個人情報の所有を主張し、個人の経験をデータ工場の無料の原材料として主張することである。そこに政府や利用者自身による監督や規律はほとんど存在しない。このため、これらの企業が収集した情報をどう使うかについて反発の声が上がっている。たとえば、「監視資本主義の先駆者」 とされるグーグルは、「商業モデル…ある時、ある場所で人々によって発見されたもの」を利用した機能を導入した。これは、携帯電話を通して個人をターゲットにした広告が流されるだけではなく、夕刻の退社時に地域の居酒屋の広告が表示されるなど、広告の内容が個人の環境や習慣と連動するようになったことを意味している。この詳細かつ特定的な広告は、個人的な活動や政治的な意思決定に容易に影響を及ぼすことができる。このように、思考を観察し管理する力を持ちながらこれらの企業が規制されずに活動しているように見えることが、グーグルのような多くのハイテク企業が多くの精査と批判にさらされている理由の一つでもある。
ズボフはまた、今ハイテク企業に与えられている自由は、「監視資本主義が、自由競争の生産や利潤最大化、生産性と成長といった既存の資本主義の『法則』を放棄するのではない」という考え方に基づくものだと書いている。これは、これらは資本主義社会のどんな企業でも、競争力を保つために目指すべき法則であるとされるからだ。しかし、ズボフは本書の中で、「新しい論理の蓄積は…独自の法則を導入する」と主張している。 言い換えると、監視資本主義は資本主義の歴史における新しい現象で、個別の制約や制限を受けるべきものであるということである。結局、プラットフォームが情報の蓄積という点で侵入すると同時に、今や共有経済と呼ばれるものにも行きつく。ヴァン・ディック（2018）は、個人が自分でプラットフォームにより監視資本主義を使うことでデジタル情報を集めることができると述べている。つまり「個人はこの変革から巨大な利益を得られる。なぜならビジネスを起こす権利を与えられるからだ」とヴァン・ディックは言う。中小企業は、顧客の要望を知らなくてもより早く成長する可能性はあるが、知識を得るためには企業に支払う必要がある。これは、監視資本主義がビジネスの道具として非常に便利であるということを示すと同時に、個人的な経験を企業が所有することを望まない利用者にとっては、プライバシーの侵害になるのである。

## 批評
『ザ・ニューヨーカー』 誌は、本書を2019年のトップ・ノンフィクションの一つに挙げた。 
第44代アメリカ合衆国大統領バラク・オバマも、本書を2019年における愛読書の1冊に挙げているが、それについてジャーナリズム研究者のアヴィ・アッシャー・シャピロは、この本はグーグルとオバマ大統領政権の間の人事交流、および2008年と2012年のオバマ陣営による有権者を対象にした監視データの使用について激しく批判していることから、興味深い選択としている。
サム・ディベラは、LSE Blogで本書のアプローチを批判し、「組織的な企業監視に対抗するための集団行動を起こすとなると、実行よりも活動の停滞を刺激する」可能性があると述べている。
『フィナンシャル・タイムズ』紙は本書を「独創的思考と研究の傑作」と呼んだ。